# Deal - Il Re del Poker
Deal - Il Re del Poker (Deal) è un film drammatico del 2008 del regista Gil Cates Jr. con Burt Reynolds, Bret Harrison e Shannon Elizabeth. Il film racconta la storia di un ex giocatore di poker (Reynolds) che insegna i trucchi del mestiere a un giocatore più giovane (Harrison). L'ambientazione del film è un World Poker Tour championship immaginario.
I commentatori del World Poker Tour sono Mike Sexton, Vince Van Patten and Courtney Friel che interpretano se stessi. Anche un certo numero di giocatori professionisti di poker, tra cui Elizabeth, Jennifer Tilly, Phil Laak, Antonio Esfandiari, Greg Raymer, Chris Moneymaker e Isabelle Mercier sono presenti nel cast.

## Trama
Alex Stillman (Bret Harrison) è uno studente universitario che gioca a poker online e in partite casalinghe. Alex finisce per partecipare a un torneo online la cui finale viene trasmessa in diretta in TV. Alex raggiunge il tavolo finale, ma viene eliminato dalla giocatrice professionista Karen "The Razor" Jones. La trasmissione TV del tavolo finale viene vista da un ex giocatore di poker Tommy Vinson (Burt Reynolds), che capisce che Alex ha grande potenziale e potrebbe aiutarlo con la sua esperienza. Vinson rintraccia Alex in una partita e gli offre il suo biglietto da visita, che Alex rifiuta finché Tommy non lo impressiona dicendogli le carte della sua ultima mano.
Alex chiama Tommy e trascorre un paio di giorni con lui guardando vecchie videocassette di poker e imparando a leggere gli indizi negli avversari. Tommy offre al ragazzo un affare, pagando a Alex i buy-in nelle partite e dividendo i guadagni a metà. Quando Alex chiede a Tommy perché non gioca semplicemente per conto suo, lui gli rivela che non gioca una mano di poker da vent'anni. Dopo esser andato in rovina ed essere andato molto vicino a perdere sua moglie, Tommy accettò di non giocare più nemmeno una mano di poker perché altrimenti la moglie lo avrebbe lasciato. Tommy porta Alex a Las Vegas per giocare partite con stake elevati. Dopo aver pagato l'accesso al tavolo il ragazzo prende un paio di batoste. Tommy lo porta via dal tavolo e gli rivela che ha un indizio, che lui corregge. Alex dà una svolta alla partita e finisce per incassare una buona cifra. Tommy suggerisce ad Alex di rilassarsi un po' e gli consiglia di approcciare una bella donna di nome Michelle (Shannon Elizabeth). Alex la convince ad andare ad un appuntamento con lui, ci trascorre la notte insieme.
Tommy vuole portare Alex in Louisiana per giocare un torneo di poker, ma Alex dovrebbe iniziare il suo nuovo lavoro nello studio legale del padre. Alex convince il padre di concedergli ancora qualche giorno extra di ferie con la scusa di andare a trovare un amico. Tommy racconta alla moglie di dover andare a Cleveland per lavoro e la coppia parte per il torneo. Il primo giorno Alex gioca davvero bene e diventa chip leader . Tommy avverte Alex che gli altri giocatori tenteranno di non farlo dormire con scherzi telefonici e bussando alla sua porta. Alex non lo ascolta e perde sonno per colpa delle distrazioni, con il risultato di essere eliminato dal torneo. Appena tornato a casa, Tommy viene chiesto da Helen dove andasse il denaro che sta usando. Ammette che sta finanziando Alex ma giura di non aver giocato una mano da solo. Impassibile , Helen prende le sue cose e lascia Tommy.
Tommy riporta Alex a Las Vegas per un altro torneo, durante il quale lui prova di ricontattare Michelle ma lei non risponde alle sue chiamate. Alex fa bene in un primo momento, ma poi si trova in difficoltà contro una tosta avversaria. Alex finalmente si ritrova, terminando il torneo in pari e con un utile di $120,000. Michelle finalmente risponde a Alex , e i due trascorrono la notte insieme. Alex prova a convincerla a trascorrere più tempo con lei, ma lei dice che suo padre è in città e deve andare. Più tardi quella notte, mentre sta celebrando la sua vittoria con Tommy, vede Michelle con un altro uomo e capisce che è una prostituta. Tommy ammette tacitamente di averla chiamata per aiutare Alex a rilassarsi, e Alex se ne va furibondo. La mattina seguente, Alex lascia a Tommy la sua parte delle vincite nell'hotel e gli dice che non ha intenzione di rivederlo.
Alex torna a casa dai suoi genitori arrabbiati, che sanno che lui è stato a giocare a poker al posto di lavorare. Quando suo padre gli ricorda chi ha pagato i suoi studi legali, Alex gli lancia $60,000. Scioccati dal denaro che Alex ha vinto, i suoi genitori accettano riluttanti che lui partecipi al torneo World Poker Tour tra qualche settimana. Tommy, convinto di non avere nulla da perdere, accede anche lui al torneo. I due giocano per molti giorni, con Alex che rapidamente diventa chip leader e Tommy che lentamente macina strada fino a che entrambi raggiungeranno il tavolo finale. Quella sera, Helen ritorna da Tommy e si scusa per averlo fatto stare lontano dal poker per così tanto tempo . Arrivano anche i genitori di Alex, che finalmente accettano il fatto che il figlio giochi a poker. Il giorno seguente, sia Alex che Tommy eliminano molti giocatori restando solo loro due. Nella mano finale, Tommy fa fuori Alex con una pocket pair di jack.
Più tardi di sera, Tommy si confronta con Alex riguardo alla sua ultima mano. Alex conferma il sospetto di Tommy che avesse una coppia inferiore alla sua. In un flashback, si vede che Alex in realtà aveva lasciato la mano vincente per consentire a Tommy di ottenere il titolo che aveva desiderato per così tanto tempo.

## Produzione
Il set del World Poker Tour è stato trasferito a New Orleans per le riprese.
Durante la produzione, Charles Durning offrì al cast e alla troupe una visita del National World War II Museum a New Orleans e raccontò la sua esperienza nella seconda guerra mondiale in Normandia durante il giorno dello sbarco e la battaglia delle Ardenne, dove egli fu ferito e fatto prigioniero.